# Suzhou RunHua Global Center
Suzhou RunHua Global Center, también conocido como SPG Global Towers es un complejo de dos torres gemelas situado en Suzhou, Jiangsu, China. Los dos rascacielos tienen una altura de 282 y 240 metros respectivamente. La construcción comenzó en 2007, y finalizó en 2010. La torre A es usada principalmente como oficinas, y la torre B como residencias con servicios llamadas Frasers Hospitality. El complejo también incluye un centro comercial y un hotel de 5 estrellas, y está conectado a la estación de metro.
El diseño mezcla la arquitectura postmoderna contemporánea y la cultura tradicional de Suzhou. Cada torre tiene una característica corona en forma de diamante y una aguja decorativa.
Fueron los edificios más altos de Suzhou de 2010 hasta 2015, cuando fueron superados por la Gate to the East.